# Jay Carney
Jay Carney, sinh ngày 22 tháng 5 năm 1965, là một nhà báo Mỹ và Thư ký Báo chí Nhà Trắng từ ngày 11 tháng 2 năm 2011. Ông là Người Phát ngôn Nhà Trắng thứ hai sau Robert Gibbs (ông Robert Gibbs trở thành cố vấn riêng của Obama, phụ trách chiến dịch tái tranh cử vào năm 2012) dưới thời Tổng thống Barack Obama. Trước khi được bổ nhiệm là Thư ký báo chí, thay thế Robert Gibbs, ông là giám đốc truyền thông cho Phó Tổng thống của Hoa Kỳ Joe Biden.
Jay Carney, từng làm phóng viên cho Tạp chí Time trong thời gian khoảng 20 năm, ở vai trò là phóng viên tác nghiệp tại Mát-xcơ-va, đồng thời đảm nhiệm việc đưa tin về chính sách và quốc hội trong nhiều năm.
Ông bắt đầu tham gia vào chính quyền Obama từ năm 2008. Việc ông Obama lựa chọn Jay Carney làm phát ngôn viên Nhà Trắng là do ông muốn một gương mặt hoàn toàn mới mẻ đại diện Nhà Trắng sẽ xuất hiện trước giới truyền thông. Mặt khác, ông Carney còn có ưu thế về các mối quan hệ với giới truyền thông.
Jay Carney lớn lên ở Bắc Virginia, học trung học ở trường Lawrenceville, New Jersey. Năm 1987, học Đại học Yale và đỗ Cử nhân chuyên ngành Nga và Đông Âu. Gia đình sống ở Washington D.C.; Vợ ông là Claire Shipman (phóng viên cao cấp báo ABC News); có hai con, một trai và một gái.